# Pachydota josefina
Pachydota josefina là một loài bướm đêm thuộc phân họ Arctiinae, họ Erebidae.